# Pintura Kalighat

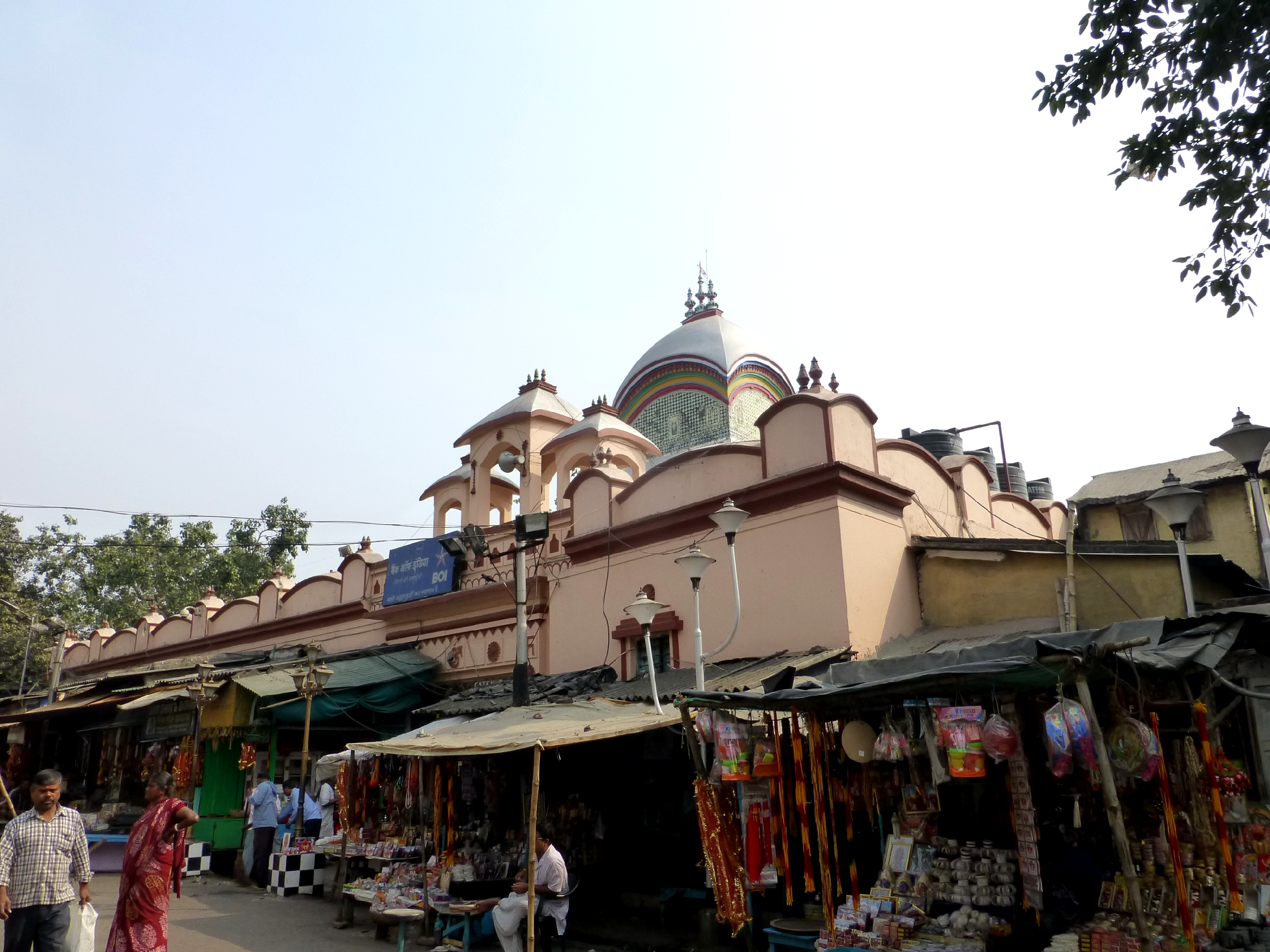
Templo Kalighat, el principal santuario de la diosa Kali, en la ciudad de Calcuta (India).

La pintura kaligaht puede definirse como una escuela india de pintura popular, relacionada con el Templio Kalighat de la diosa Kali, cerca de Calcuta, en el estado indio de Bengala Occidental (India), es un templo hindú que data de 1809. Se caracterizó por imágenes devocionales para los peregrinos y algunos temas profanos en acuarela, sobre papel entre 1830 y 1930.

## Historia
La implantación en la India de la Compañía Británica de las Indias Orientales -que exportaba té, café, arroz, azúcar, especias y productos textiles- favoreció un curioso intercambio artístico: la Compañía, interesada en realizar estudios cartográficos y etnográficos del subcontinente indio, llevó artistas europeos para documentar los principales monumentos y paisajes indios, así como su gente y costumbres; a su vez, el arte occidental influyó en los artistas locales, que aprendieron la técnica de la pintura al óleo, así como la perspectiva y el claroscuro. Surgió así un estilo denominado «arte de la Compañía», caracterizado por la técnica occidental aplicada a representaciones de diversos elementos de la cultura hindú, generalmente en escenas pintorescas de gusto burgués. Paralelamente, nació un estilo conocido como "Kalighat pat", desarrollado en Calcuta que mezclaba el arte popular indio con el realismo del arte occidental.

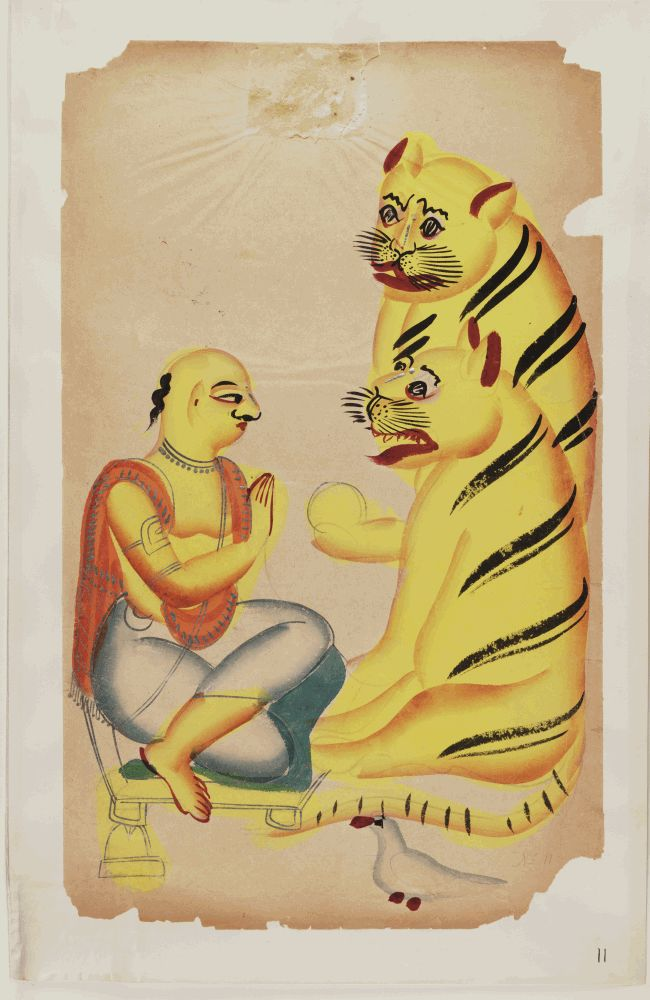
Artista anónimo de estilo Kalighat, Calcuta, 1875
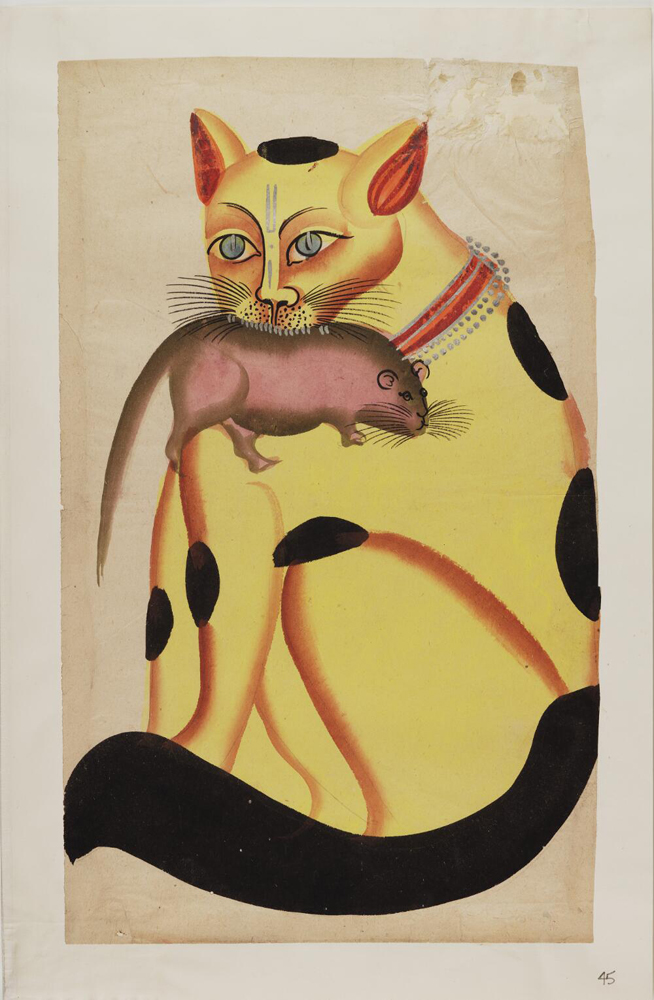
Colección de la biblioteca Bodleiana, Universidad de Oxford
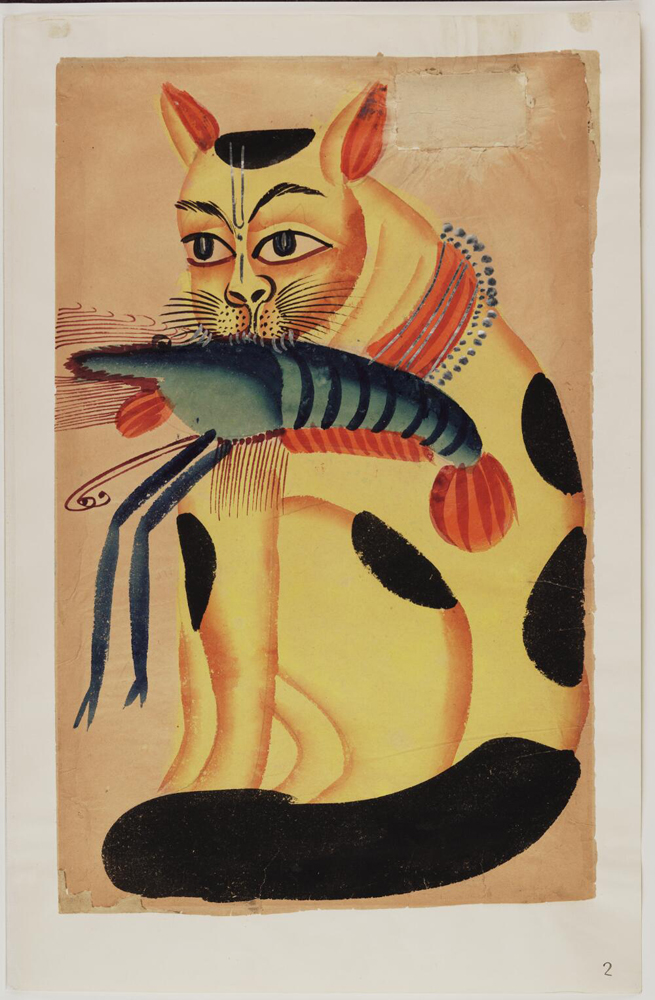
Colección de la biblioteca Bodleiana, Universidad de Oxford
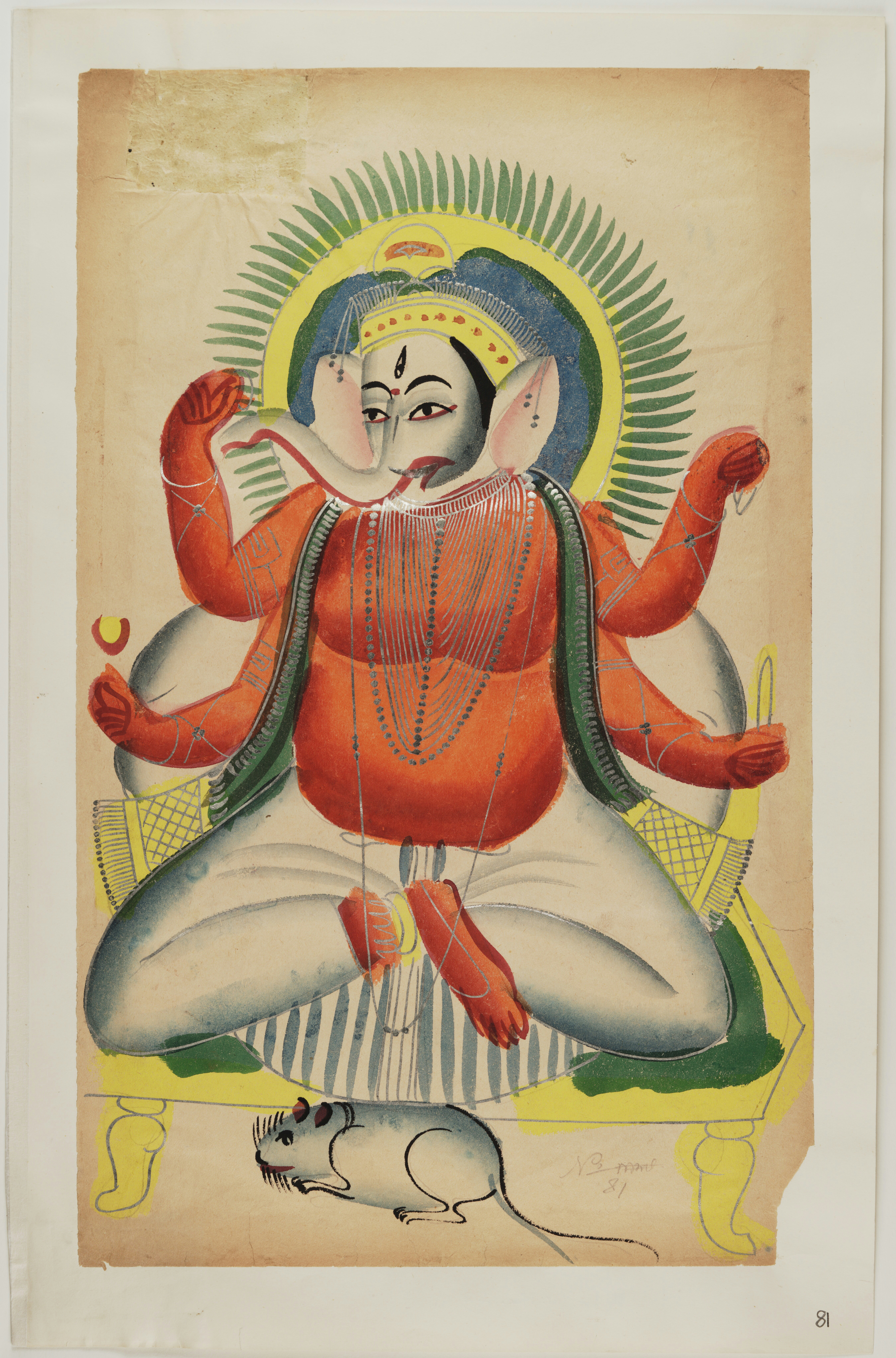
Colección de la biblioteca Bodleiana, Universidad de Oxford
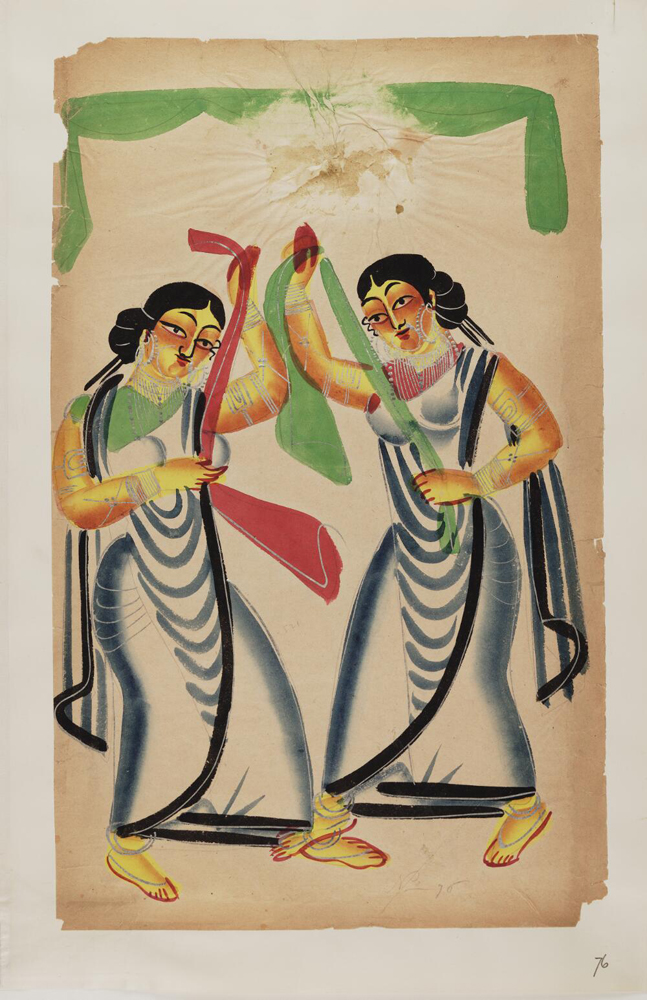
Colección de la biblioteca Bodleiana, Universidad de Oxford
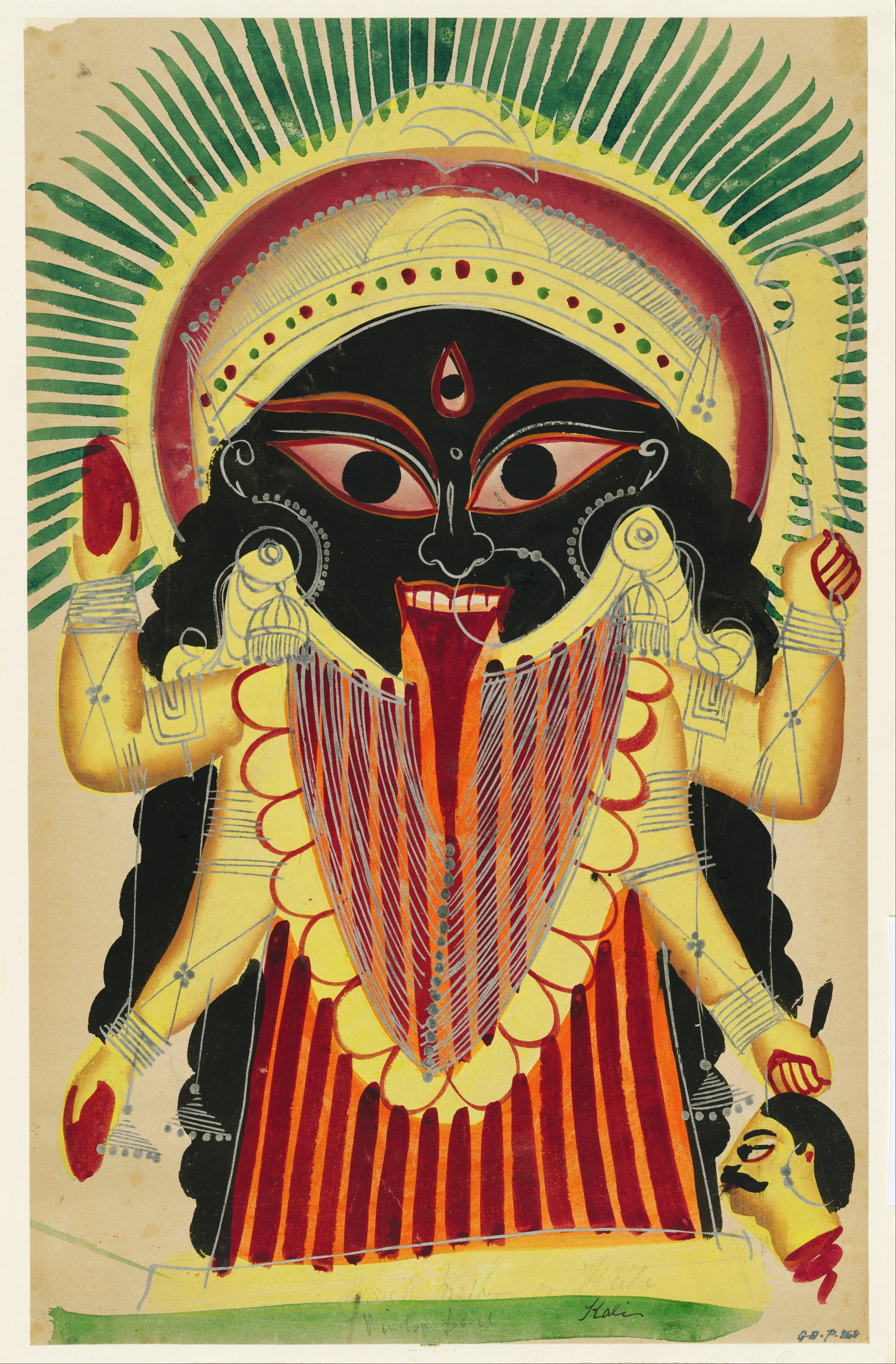
Colección de la National Gallery of Australia
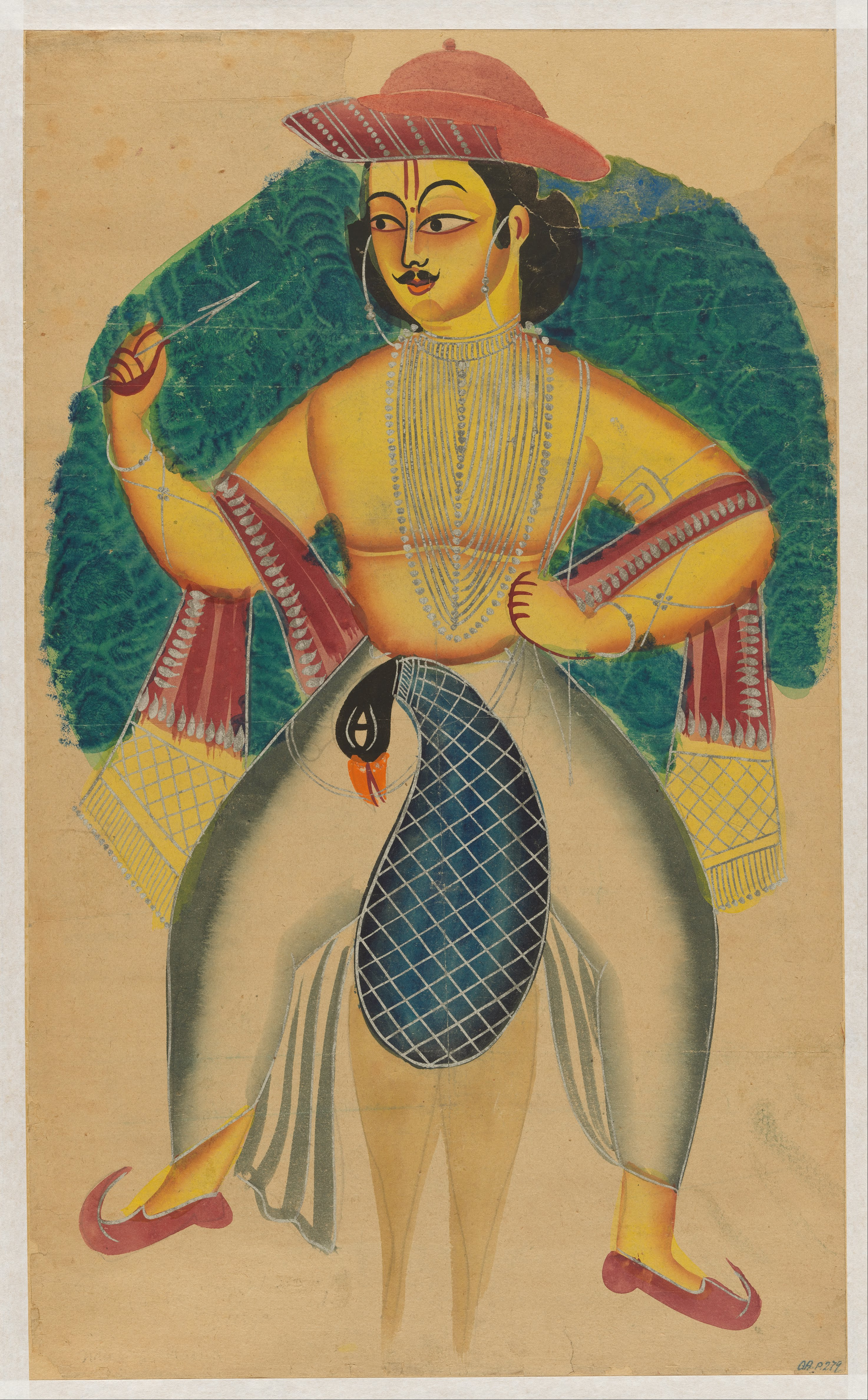
Colección de la National Gallery of Australia
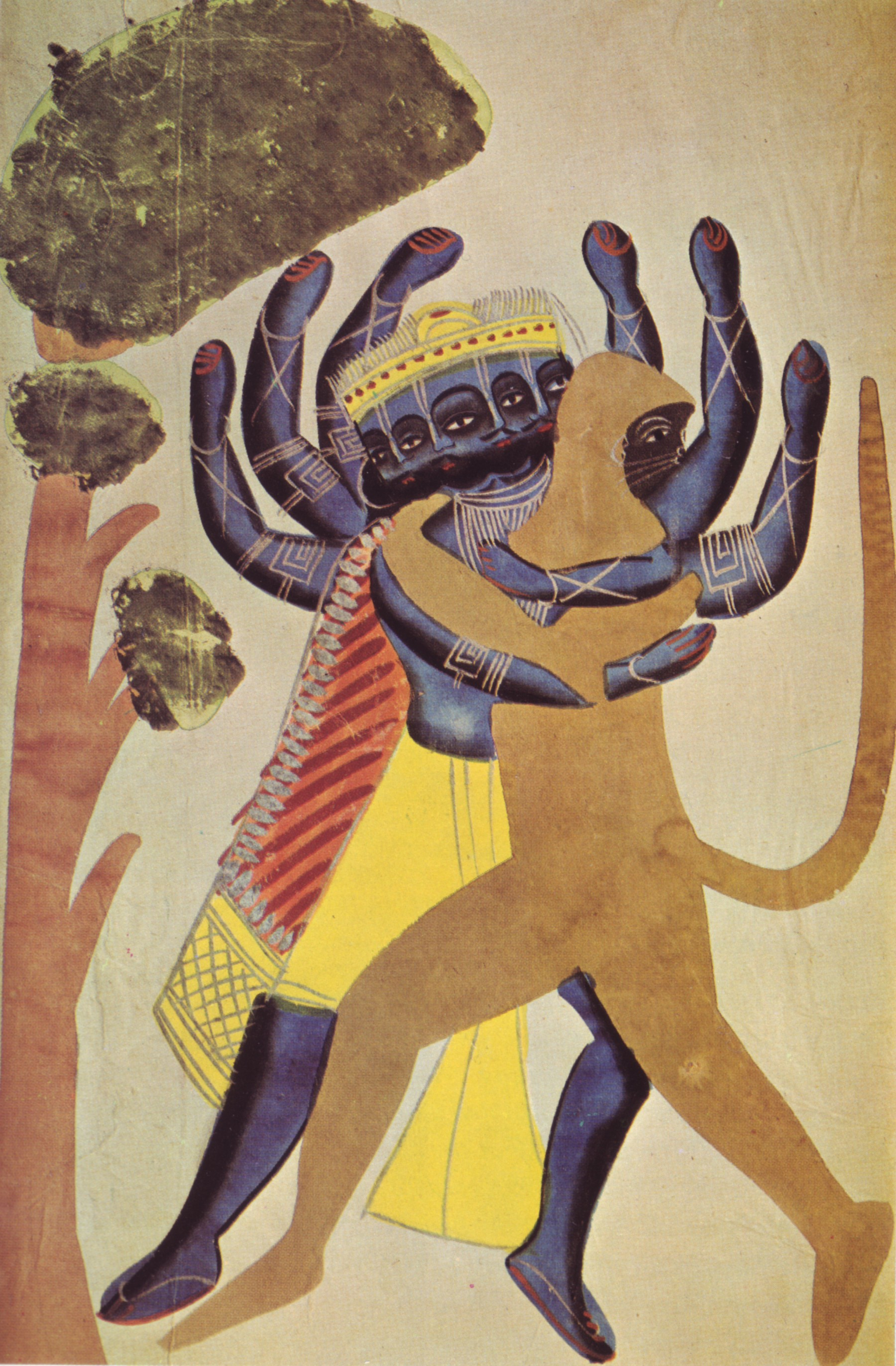
El demonio Ravana luchando con el simio Hánuman, 1880, Escuela de kalighat

Las pinturas o dibujos al estilo Kalighat eran realizadas sobre papel, y los artistas que se dedicaban a realizar estos dibujos se les llamaba «patuas» —pintores tradicionales de Bengala que viajaban de pueblo en pueblo con rollos de papel que habían pintado y desplegaban a medida que cantaban la historia a los habitantes—. Las pinturas se vendían en los alrededores del famoso templo Khaligat, entre el siglo XIX y principios del XX.

No se conoce con exactitud la fecha de cuando nació este estilo, pero por el tipo de papel usado y los primeros cuadros comprados por los europeos, es posible concluir que tuvo que empezar poco tiempo después de la construcción del templo actual, en los años treinta del siglo XIX.
Entre 1880 y 1890, estos dibujos fueron muy populares y la mayoría de los que se pueden ver en los museos son más o menos de esta época.

## Presencia en museos
El museo que cuenta en el mayor número de dibujos de este tipo es el Museo de Victoria y Alberto de Londres, constituyendo la mayor colección del mundo de estas pinturas, un total de 645 originales.
Además, la biblioteca Bodleiana de Oxford, tiene 110; el Museo Gurasaday, de Calcuta, 70; el Museo Pushkin de Moscú, 62, y el Museo de Arqueología y Antropología de la Universidad de Pensilvania, 57; y todavía se pueden encontrar otros museos, repartidos por el mundo, que tienen pequeñas colecciones de estas acuarelas.